# Kolský superhluboký vrt

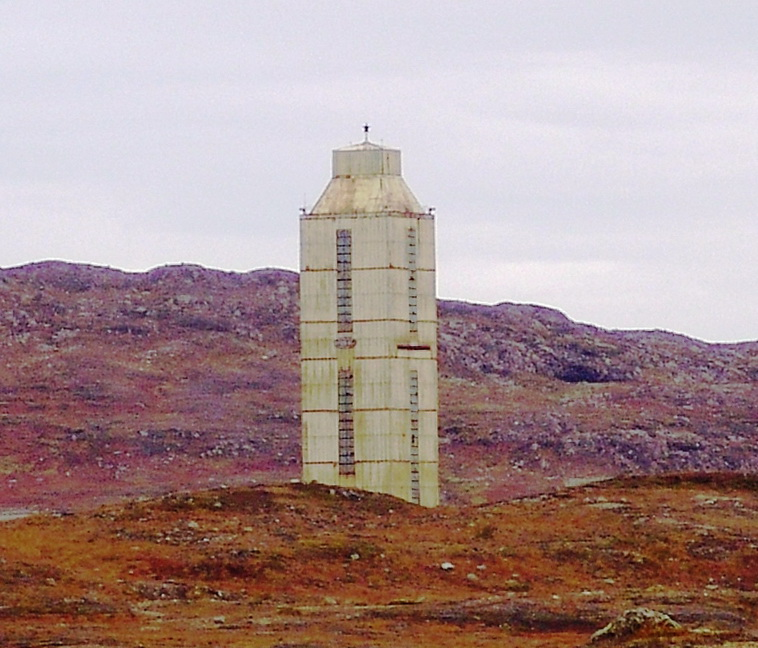
Kolská vrtná věž v roce 2007

Kolský superhluboký vrt (rusky Кольская сверхглубокая скважина (СГ-3), označován též Díra do pekla) je nejhlubší vrt na světě a byl zapsán do Guinnessovy knihy rekordů. Nachází se v Murmanské oblasti ve vzdálenosti 10 km od města Zapoljarnyj na území geologického Baltského štítu. Dosahuje hloubky 12 261 m. Na rozdíl od jiných vrtů, které byly prováděny za účelem hledání ropy nebo geologického průzkumu, cílem tohoto byl pouze výzkum litosféry v místě, kde Mohorovičićova diskontinuita prochází blízko zemského povrchu. Vrt byl započat v roce 1970 a ukončen byl v roce 1994 z důvodů nedostatku financí.
Během provádění Kolského vrtu bylo učiněno cca 12 000 nových objevů v geologii. Jedním z nich bylo to, že život na Zemi mohl vzniknout přibližně o 1,5 miliardy let dříve, než se do té doby předpokládalo. V hlubokých vrstvách, jejichž stáří převyšuje 2,8 miliardy let, bylo objeveno 14 druhů zkamenělých mikroorganismů. Dalším překvapujícím zjištěním byla teplota 180 °C v hloubce 10 km. Hornina v této hloubce byla prosáklá vodou, což bylo do té doby považováno za nepravděpodobné. V hloubce přes 9 km byl objeven metan, který se stal faktorem ve prospěch hypotézy, že ropa a zemní plyn nemají biologický původ.

## Obdobné projekty
- Projekt Mohole – neúspěšný pokus dosáhnout Mohorovičićova rozhraní v letech 1961–1966

## Legenda
Minimálně od roku 1997 se internetem šíří městská legenda, že vrt byl zastaven z důvodů údajného provrtání se do „pekla“. Nicméně samotná legenda je staršího data, poprvé se pravděpodobně objevila v anglofonní části světa v rámci vysílání Trinity Broadcasting Network v roce 1989. Ruští inženýři údajně měli spustit do vrtu mikrofon, který měl zachytit podivné nářky. Tento audio záznam koluje na internetu jako autentický. Nicméně jedná se o část soundtracku z roku 1972 k filmu Baron Blood, který byl pouze částečně remixován.